# Condado de Cherokee (Texas)
O Condado de Cherokee é um dos 254 condados do estado norte-americano do Texas. A sede do condado é Rusk, e sua maior cidade é Rusk.
O condado possui uma área de 2 750 km² (dos quais 25 km² estão cobertos por água), uma população de 46 659 habitantes, e uma densidade populacional de 17 hab/km² (segundo o censo nacional de 2000).
O condado foi criado em 1846.